# Princesa Real (Reino Unido)
Princesa Real (em inglês Princess Royal) é um título por vezes concedido à filha mais velha do monarca do Reino Unido.
Como o título é vitalício, uma outra princesa não o pode receber se uma Princesa Real estiver viva. Por isso, a rainha Isabel II nunca deteve o título, já que sua tia, a princesa Maria, só morreu em 1965 e ela se tornou rainha em 1952.
O título foi criado porque Henriqueta Maria da França (1609-1669), filha de Henrique IV da França e rainha consorte de Carlos I, queria imitar o tradicional título dado à filha mais velha do rei da França, Madame Real. E que até então a filha mais velha do monarca inglês e escocês tinha diversos títulos diferentes como Lady ou apenas Princesa.
Até agora, sete princesas da monarquia britânica foram princesas reais. A atual é a princesa Ana, filha única de Isabel II.

## Lista de princesas reais
Note-se que as datas correspondem a nascimento e morte, sendo a intermédia referente à atribuição do título:
| Ordem | Nome                                                                        | Retrato | Nascimento                                                                                  | Cônjuge                                                                                              | Morte                          |
| ----- | --------------------------------------------------------------------------- | ------- | ------------------------------------------------------------------------------------------- | --- | ------------------------------ |
| 1     | Maria, Princesa Real 1642 – 24 de dezembro de 1660                          |         | 4 de novembro de 1631 filha de Carlos I de Inglaterra e Henriqueta Maria de França          | Guilherme II, Príncipe de Orange 2 de maio de 1641 1 filho                                           | 24 de dezembro de 1660 29 anos |
| –     | Luísa Maria Teresa, Princesa Real 28 de junho de 1692 – 18 de abril de 1712 |         | 28 de junho de 1692 filha de Jaime II de Inglaterra e Maria de Módena                       | não se casou                                                                                         | 18 de abril de 1712 19 anos    |
| 2     | Ana, Princesa Real 30 de agosto de 1727 – 12 de janeiro de 1759             |         | 2 de novembro de 1709 filha de Jorge II da Grã-Bretanha e Carolina de Ansbach               | Guilherme IV, Príncipe de Orange 25 de março de 1734 2 filhos                                        | 12 de janeiro de 1759 49 anos  |
| 3     | Carlota, Princesa Real Outubro de 1766 – 5 de outubro de 1828               |         | 29 de setembro de 1766 filha de Jorge III do Reino Unido e Carlota de Mecklemburgo-Strelitz | Frederico I de Württemberg 18 de maio de 1797 sem filhos                                             | 5 de outubro de 1828 62 anos   |
| 4     | Vitória, Princesa Real 10 de novembro de 1841 – 5 de agosto de 1901         |         | 21 de novembro de 1840 filha de Alberto de Saxe-Coburgo-Gota e Vitória do Reino Unido       | Frederico III da Alemanha 25 de janeiro de 1858 8 filhos                                             | 5 de agosto de 1901 60 anos    |
| 5     | Luísa, Princesa Real 9 de novembro de 1905 – 4 de janeiro de 1931           |         | 20 de fevereiro de 1867 filha de Eduardo VII do Reino Unido e Alexandra da Dinamarca        | Alexandre Duff, 1.° Duque de Fife 27 de julho de 1889 2 filhas                                       | 4 de janeiro de 1931 63 anos   |
| 6     | Maria, Princesa Real 1 de janeiro de 1932 – 28 de março de 1965             |         | 25 de abril de 1897 filha de Jorge V do Reino Unido e Maria de Teck                         | Henrique Lascelles, 6.º Conde de Harewood 28 de fevereiro de 1922 2 filhos                           | 28 de março de 1965 67 aos     |
| 7     | Ana, Princesa Real 13 de junho de 1987 – presente                           |         | 15 de agosto de 1950 filha de Filipe, Duque de Edimburgo e Isabel II do Reino Unido         | Mark Phillips 14 de novembro de 1973 2 filhos Sir Timothy Laurence 12 de dezembro de 1992 sem filhos |                                |